# Орден Заслуг (Баден-Вюртемберг)
Орден Заслуг земли Баден-Вюртемберг (нем. Verdienstorden des Landes Baden-Württemberg) — высшая награда федеральной земли Баден-Вюртемберг в составе Германии. Утверждена 26 ноября 1974 года, первоначально имела название медали «За заслуги перед землёй Баден-Вюртемберг» (нем. Die Verdienstmedaille des Landes Baden-Württemberg). 26 июня 2009 года медаль получила свое нынешнее название. Орденом награждает премьер-министр Баден-Вюртемберга «за выдающийся вклад в развитие земли Баден-Вюртемберг в области политики, общества, культуры и экономики». Орденом награждены 1000 ныне живущих граждан, всего награда была вручена 1923 раза (по состоянию на 30 апреля 2018 года).

## Известные кавалеры
- Сильвия Рената Зоммерлат (2007)
- Эрик Карл (2010)[3]
- Эдмунд Штойбер (2009)
- Ханна фон Хернер (2009)
- Роланд Эммерих (2007)[3]
- Светлана Гайер (2003)
- Валери Жискар д’Эстен (1985)
- Жан-Клод Юнкер (2010)[3]
- Вольфганг Кеттерле (2002)[3]
- Генри Киссинджер (2007)[3]
- Стелиан Мокулеску (2008)[4]
- Юрген Клинсман (2001)[3]
- Анне-Софи Муттер (1999)[3][5]
- Герхард Тиле (2001)[3]
- Гельмут Эбершпехер (1979)[3]
- Клаус Цеелайн (2001)[3]
- Артур Фишер (1980)[3]
- Сами Хедира (2016)[6]